# Отдельная часть
Отде́льная часть — тактическая и административно-хозяйственная единица (воинское формирование) в различных родах войск (сил) и специальных войсках, содержащаяся по самостоятельному штату и предназначенная для выполнения боевых или специальных задач.
Главным отличием отдельной части от других воинских частей является то, что она не входит в состав соединений. К соединениям относятся бригады, дивизии, пограничные отряды, авиационные эскадры и в некоторых случаях эскадры кораблей и флотилии.
В Российской империи под определением отдельная воинская часть понималось воинское формирование, наделённое самостоятельностью в административном и хозяйственном плане, что полностью соответствует современному определению «воинская часть».
В современной терминологии к отдельным частям относятся отдельные  полки, отдельные батальоны, дивизионы, эскадрильи, роты, батареи и другие соответствующие им воинские формирования, входящие в состав корпусов, армий и военных округов и других объединений; в ВМФ статус отдельной части имеют все корабли 1-го и 2-го рангов. 
В некоторых случаях статус «отдельный» отсутствует в полном наименовании формирования, являющегося отдельной частью. К примеру в ВС СССР к таковым относились некоторые типы артиллерийских полков, ремонтно-восстановительные базы, инженерно-сапёрные полки, понтонные и понтонно-мостовые полки в составе военных округов, армейских корпусов, общевойсковых и танковых армий. 
Следует уточнить, что не все формирования, имеющие в полном наименовании статус «отдельный», являются отдельными частями. К примеру, отдельные роты, батальоны и дивизионы в составе дивизий и бригад не являются отдельными частями.  
В ВМФ Российской Федерации к отдельным частям относятся все корабли 1-го и 2-го ранга.